# Bam Bam (Camila Cabello)
Bam Bam è un singolo della cantante statunitense Camila Cabello, pubblicato il 4 marzo 2022 come secondo estratto dal terzo album in studio Familia.

## Descrizione
Il brano ha visto la partecipazione vocale del cantante britannico Ed Sheeran e presenta un testo che allude alla fine della relazione tra Cabello e Shawn Mendes.

## Video musicale
Il video è stato reso disponibile in concomitanza con il lancio del singolo attraverso il canale YouTube della cantante.

## Tracce
1. Bam Bam (feat. Ed Sheeran) – 3:26

## Classifiche

### Classifiche settimanali
| Classifica (2022) | Posizione massima |
| ----------------- | ----------------- |
| Argentina         | 31                |
| Australia         | 11                |
| Austria           | 7                 |
| Belgio (Fiandre)  | 7                 |
| Belgio (Vallonia) | 2                 |
| Bulgaria          | 6                 |
| Canada            | 4                 |
| Corea del Sud     | 188               |
| Croazia           | 22                |
| Danimarca         | 11                |
| El Salvador       | 2                 |
| Finlandia         | 20                |
| Francia           | 7                 |
| Germania          | 12                |
| Grecia            | 11                |
| Irlanda           | 4                 |
| Islanda           | 7                 |
| Italia            | 12                |
| Libano            | 4                 |
| Lituania          | 7                 |
| Lussemburgo       | 3                 |
| Norvegia          | 18                |
| Nuova Zelanda     | 21                |
| Paesi Bassi       | 6                 |
| Paraguay          | 169               |
| Perù              | 46                |
| Polonia           | 3                 |
| Portogallo        | 5                 |
| Regno Unito       | 7                 |
| Repubblica Ceca   | 35                |
| Singapore         | 13                |
| Slovacchia        | 6                 |
| Spagna            | 22                |
| Stati Uniti       | 21                |
| Sudafrica         | 50                |
| Svezia            | 29                |
| Svizzera          | 3                 |
| Ungheria          | 27                |
| Vietnam           | 55                |

### Classifiche di fine anno
| Classifica (2022) | Posizione |
| ----------------- | --------- |
| Australia         | 46        |
| Austria           | 20        |
| Belgio (Fiandre)  | 14        |
| Belgio (Vallonia) | 5         |
| Canada            | 14        |
| Danimarca         | 27        |
| Francia           | 21        |
| Germania          | 38        |
| Islanda           | 14        |
| Italia            | 33        |
| Lituania          | 38        |
| Paesi Bassi       | 11        |
| Regno Unito       | 34        |
| Spagna            | 45        |
| Stati Uniti       | 66        |
| Svezia            | 86        |
| Svizzera          | 9         |
| Classifica (2023) | Posizione |
| Portogallo        | 143       |